# إي. ر. ستيفنسون
إي. ر. ستيفنسون (بالإنجليزية: Edwin Roscoe Stephenson)‏ هو مصفف الشعر أمريكي، ولد في 8 مارس 1870، وتوفي في 4 أغسطس 1956.